# 整復
整復為未有侵入性，而以臺灣傳統習用方式，對人體疾病所為之處置行為。如藉按摩、指壓、刮痧、拔罐、滑罐、溫灸、氣功與內功之功術等方式，對人體疾病所為之處置。
整復師為臺灣一般民眾對從事非醫療行為之民俗療法從業人員的尊稱。目前台灣政府界定為無一定僱主之勞工，屬自由職業。

## 種類
- 推拿整復師
- 經絡整復師
- 刮痧整復師
- 拔罐整復師
- 氣功整復師
- 催眠整復師

## 法源依據

### 86年臺灣行政院勞委會正名
- 臺灣行政院勞工委員會公文86.10.14台86勞資一字第044178號函指示

- 一、傳統整復申請職業公會建議列入「產業工會、職業工會分案標準表」意見彙整表。
- 二、凡從事損、穴道、經絡、運動損傷整復等勞工屬之…
- 說明：新增項目：從事不列入醫療管理行為並經行政院衛生署及內政部正名為「傳統整復員」。

### 101年臺灣行政院衛生署規範
- 行政院衛生署公文101.5.29衛署醫字第1010206672號令
- 一、以紓解筋骨、消除疲勞為目的，單純對人施以傳統之傳統整復推拿、按摩、指壓、刮痧、腳底按摩、拔罐等方式，或使用民間習用之外敷膏藥、外敷生草藥、或藥洗，所為之民俗調理行為，不得宣稱醫療效能。
- 二、前項行為如以廣告宣稱醫療效能，依醫療法第八十四條、第八十七條等有關規定處分。

## 記事
- 2007年由臺灣王金平院長頒發傑出整復師獎給獲獎整復師，並予以肯定。

## 相關團體
- 台灣整復師聯盟工黨
- 中華民國傳統整復推拿師職業工會全國聯合總會
- 社團法人中華傳統整復協會 （页面存档备份，存于）

## 維基詞典
- Manipulative Therapist[永久]
- 整復